# Nikołaj Agiejew (chemik)
Nikołaj Agiejew (ros. Николай Владимирович Аге́ев, ur. 1873, zm. 1983) – radziecki akademik. 
Chemik i metalurg. Członek korespondent Akademii Nauk ZSRR od 1946, akademik od 1968. Współpracownik Instytutu Chemii Ogólnej i Nieorganicznej Akademii Nauk ZSRR i Instytutu Metalurgii Akademii Nauk ZSRR.
Aresztowany prawdopodobnie w latach 1940–1942 lub 1949–1951 .